# 보아비스타 FC
보아비스타 FC(Boavista Futebol Clube) 또는 보아비스타는 포르투를 연고지로 하는 포르투갈의 스포츠 클럽이다. 영국인 기업가와 포르투갈 직물 노동자들이 1903년 8월 1일에 세웠으며, 포르투갈, 그리고 포르투갈의 최상위 리그 프리메이라리가에 참가 중인 팀 중 가장 오래된 팀 중 하나이다.
9번의 우승 트로피 (선수권 대회 1회, 포르투갈 컵 대회 5번, 국내 슈퍼컵 대회 3번)를 든, 보아비스타는 포르투갈의 빅 스리 (포르투, 벤피카, 스포르팅 CP) 다음으로, 포르투갈 클럽 중에서 우승 경험이 가장 많다. 보아비스타는 39 시즌 연속으로 프리메이라리가에 참가하기도 했으며, 벨레넨스스와 함께, 빅 스리를 제외한 포르투갈 선수권 대회 유일한 우승팀이다.

## 선수 명단

### 현역
참고: FIFA 자격 규정에 따라 소속된 국가대표팀 국기를 표시합니다. 선수는 복수의 FIFA 비회원국 국적을 가지고 있을 수 있습니다.
| 번호 | 포지션 | 국적       | 이름              |
| ---- | ------ | ---------- | ----------------- |
| 2    | MF     | 기니       | 이브라히마 카마라 |
| 9    | FW     | 슬로바키아 | 로버트 보제닉     |
| 12   | GK     |            | 루이스 피레스     |
| 18   | MF     | 몬테네그로 | 일리야 부코티츠   |
| 24   | MF     | 콜롬비아   | 세바스티안 페레스 |
| 25   | DF     | 기니비사우 | 아우구스토 다보   |
| 26   | DF     | 우루과이   | 로드리고 아바스칼 |

| 번호 | 포지션 | 국적       | 이름                |
| ---- | ------ | ---------- | ------------------- |
| 70   | DF     | 나이지리아 | 브루노 오니에마에치 |

## 역대 감독
| 감독            | 임기        |
| --------------- | ----------- |
| 자이므 파셰쿠   | 1997 ~ 2003 |
| 에르윈 산체스   | 2003 ~ 2004 |
| 자이므 파셰쿠   | 2004 ~ 2005 |
| 젤코 페트로비치 | 2006        |
| 자이므 파셰쿠   | 2006 ~ 2008 |
| 에르윈 산체스   | 2015 ~ 2016 |